# Cinarca
Cinarca (en corse : Cinarca /ʧiˈnarka/) est une ancienne piève de Corse. Située dans le sud-ouest de l'île, elle relevait de la province d'Ajaccio sur le plan civil et du diocèse de Sagone sur le plan religieux.

## Géographie

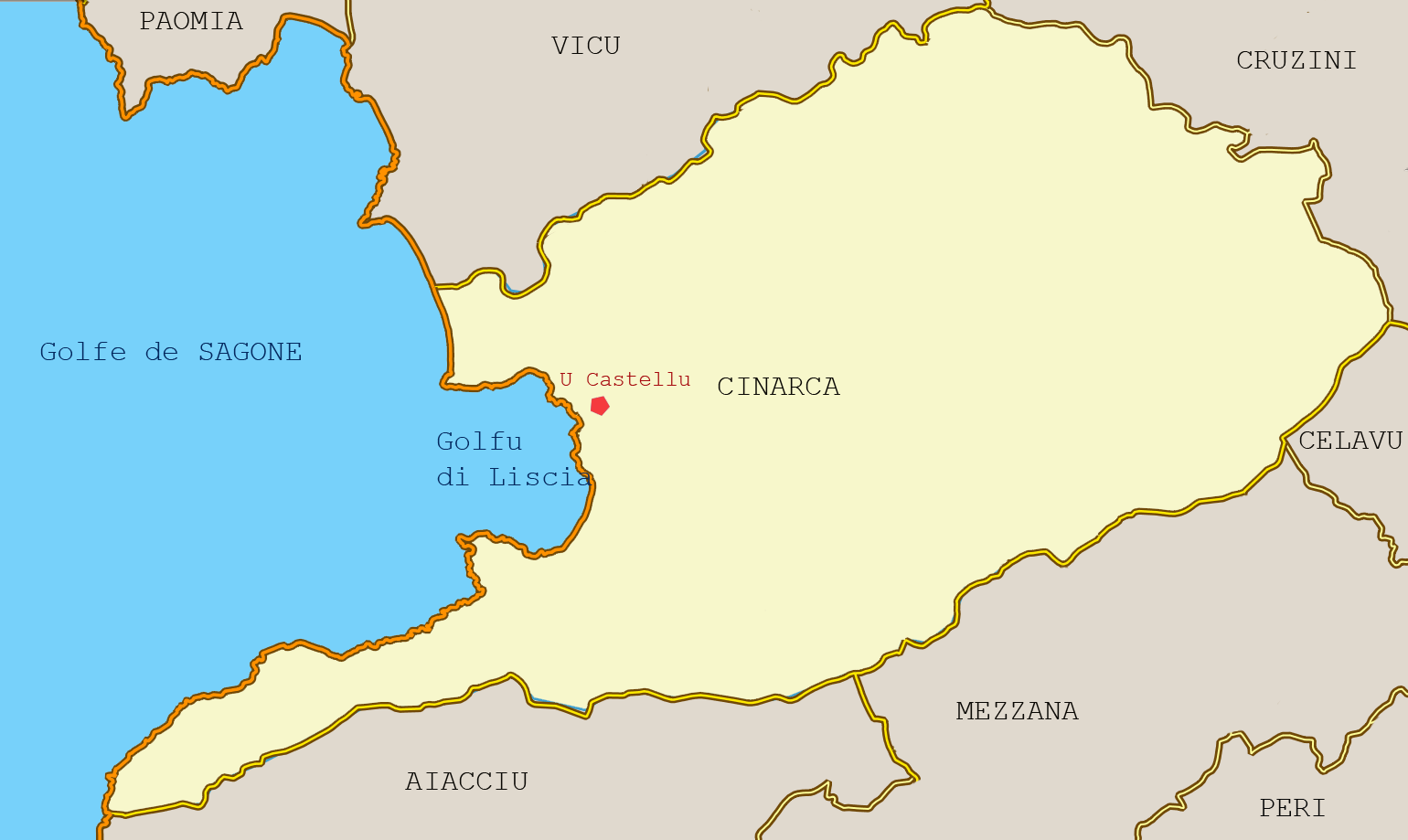
La piève de Cinarca.

### Situation
La piève de Cinarca, (Ginerca en génois), avait un territoire occupant la rive gauche de la basse vallée du Liamone et le vallon de la Liscia. Elle se situe au nord des pièves d'Ajaccio et de Mezzana, au sud de celle de Vico et à l'ouest des pievi de Cruzini et de Celavo. À l'ouest, elle est baignée par les eaux du golfe de Sagone.
La piève correspond au territoire des communes actuelles de :
- Lopigna ;
- Arro ;
- Ambiegna ;
- Casaglione ;
- Sari-d'Orcino ;
- Cannelle ;
- Sant'Andréa-d'Orcino ;
- Calcatoggio.

Les pièves limitrophes de Cinarca sont :

### Description
Au XVIe siècle, Mgr Giustiniani évêque de Nebbio, en faisait la description suivante :

« L'évêché de Sagone possède dans le Delà des Monts huit pièves. [...] La dernière est celle de Cinarca, dans laquelle on voit, près de la mer, les restes de l'ancienne forteresse. Elle était située dans un site magnifique, et au temps où elle subsistait, elle était si renommée, que les seigneurs du Delà des Monts se contentèrent tous du titre de Cinarchesi. Cette piève comprend huit villages, et deux cents feux environ ; elle produit des céréales, du vin et autre chose encore. C'est là tout le pays, avec ses pièves et ses villages, soumis à l'évêque de Sagone dans le Delà des Monts. On voit encore, comme je l'ai dit, les restes de cette ville. »

— Mgr Giustiniani in Dialogo nominato Corsica, traduction Lucien Auguste Letteron in Histoire de la Corse, Description de la Corse - Tome I, p. 58

## Histoire

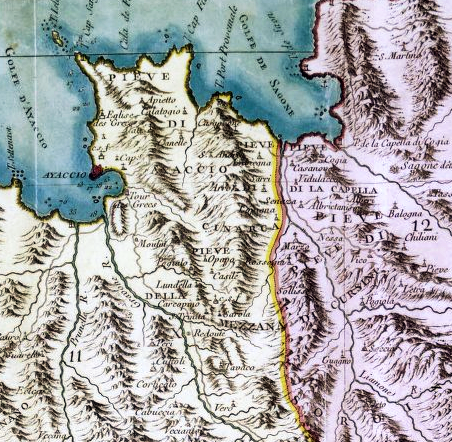
La piève de Cinarca sur la carte militaire de Corse en 1768

Au IXe siècle, le comte Ugo Colonna était devenu maître de la Corse après avoir chassé les Sarrasins. Il avait trois fils : Bonifacio, dit "il Bianco", Cinarco et Bertario ; resté seigneur à Rome. Ugo donna aux deux premier de vastes seigneuries dans le « Delà des Monts »:
- Bianco fut seigneur de Calcosalto, où se trouve aujourd'hui Bonifacio, et établit sa résidence à Carbini. Il donna la lignée des Biancolacci.

- Cinarco, seigneur de S. George, se fixa à Lecce del Loppio. Cinarco bâtit plus tard le château de Cinarca, auquel il donna son nom, et fut la souche de la lignée des Cinarchesi[2].

De Cinarco était né le comte Oliviero ; d'Oliviero, le comte Rinaldo ; de Rinaldo le comte Guglielmo, auquel succéda le comte Forte de Cinarca dont le fils Antonio épousa Bianca, une fille de Ginevra, femme du comte Arrigo Bel Messere.
- Vers 1520 - La piève de Ginerca comptait environ 3 000 habitants. Elle avait pour lieux habités[3], tous devenus communes :

- Calcatojo, Calcatoggio
- Sant’Andria, Sant'Andrea-d'Orcino
- le Canelle, Cannelle
- Sari, Sari-d'Orcino
- Casagiuni, Casaglione
- Ambiegni, Ambiegna
- Lopigna, Lopigna
- Airo, Arro.
- 1768 - L’île passe sous administration militaire française. La piève de Cinarca prend le nom d'Orcino.
- 1793 - Les anciennes communautés ou paroisses deviennent communes ; la piève d'Orcino devient le canton d'Orcino, qui deviendra en 1828 le canton de Sari-d'Orcino, composé avec les communes de Ambiegna, Arro, Calcatoggio, Cannelle, Casaglione, Lopigna, Sant’Andrea d’Orcino, Sari d’Orcino.
- 1973 - Le canton prend le nom de Cruzini-Cinarca, chef-lieu Sari-d'Orcino (en corse Sarri di Cinarca).

## Les pievi
« Nous devons faire observer que la division observée par les évêques relativement à la juridiction spirituelle, ne répond point à celle qui est observée pour la juridiction temporelle et pour la perception des tailles. »

— Mgr Giustiniano in Dialogo nominato Corsica, traduction Lucien Auguste Letteron in Histoire de la Corse, Description de la Corse - Tome I, p. 83

### Piève judiciaire
Au début du XVIIIe siècle, avant les événements qui, dès 1729, agitèrent cette région pendant la grande révolte des Corses contre Gênes, la piève de Cinarca relevait de la juridiction génoise d'Ajaccio. Celle-ci comptait 19 123 habitants et couvrait 8 pievi et un fief. L'abbé Accinelli en fait cette description : « [...] la Giurisditione d’Aiaccio con la Pieve di Ginerca. Detta Giurisditione è la più cospicua frà tutte la altre. Vasta di situazione, e contiene 8.Grosse Pievi. La Città d’Aiaccio con li suburbj, non fà che 3750. abitanti circa cinta di muraglie in bella pianura, munita di forte cittadella, che la guarda all’entrare del Golfo : questo gira 30.miglia in circonferenza, largo all’entrata 10.Evvi nella Cittadella un Castello guarnito di molti pezzi, e buona armeria. - Francesco Maria Accinelli ».
Poursuivant, il en donne le détail suivant :
- Aiaccio, e Borgo 3000. Alata 310. Apietto 438.
- Pieve della Mezzana : Carcopino 154. Sarola 261. Opapo, e Pogiale 124. Suari, Casanova, e Lundella 115.
- Pieve di Ginerca : Ambiegna 98. Arro 87. Calcatogio 323. S. Andrea, e Cannelle 194. Sarri 384. Casaglione 119. Lopigna 116.
- Pieve di Ornano : S.M.a d’Ornano, e Sichè 287. Urbalacone 178. Grossetto, e Prugna 388. Zigliara 210. Arzilone, et Ampasa 154. Quasquara 224. Arbitreccio 315. Pila, e Canale 360. Cardo, e Torgia 117.
- Capella delle Peri : Peri 430. Salasca, Cottoli, e Corticato 503.
- Pieve di Celavo : Occhiani 428. Carbuccia 137. Bogognani 1130.Tavera 485. Vero 198. Tavvaco 78.
- Pieve di Cavro : Cavro 309. Souarella, et Eccica 331. Occana 265. Tolla 287. Bastellica 1103.
- Pieve di Talavo : Zevaco 275. Corrà 216. Ziccavo 2275. Ciamanaccie 599. Guitera 147. Palneca 233. S.Paulo, e Giuvicaccio 160. Tasso 216. Cozzà 275.
- Feudo d’Istria : Olmetto 1049. Sollacarò, e Calvese 445. Casalabriva 208. Petreto, e Bechisano 557. Mocà, Crocci 457. Argiustra, e Muricci 169. Ollivese 264.

### Piève religieuse
Religieusement, Cinarca était rattachée au diocèse de Sagone jusqu'en 1790,
Au XVIIIe siècle, « Il Vescovo di Sagone hà 500.ducati di redito che appena sono scudi 600. ò sia L.7000.circa, et hà la cura di 10.Pievi, cioè Pino, Olmi, in Balagna, Vico, Siasalogna, Paomia, Ginerca, Sorunzù, Crozini, e Sorunzù di sotto, cioè Sevinentro. Contiene la sua Diocesi 40.Parochie risiede il Vescouo al presente in Calvi in una pro-Cattedrale : cosi dichiarata da Papa urbano VIII. Porta la Cattedrale di Sagone il titolo di S. Gio : B.a. Le altre Parochie sono 55. parte nella Balagna e Parte di là da monti in la Pieve di Vico, e confinanti di Celavo, e Cauro, et altre. - Francesco Maria Accinelli ».
Avec la Révolution, des décisions sont prises concernant l'Église en Corse :
- 1790
  - 7 juillet, l’Assemblée nationale décide que la Corse n’aura qu’un seul évêque comme les autres départements. Le siège est fixé à Bastia.
  - 12 juillet, les cinq diocèses de la Corse (Ajaccio, Aléria, Sagone, Mariana et Nebbio) sont ramenés à un seul, provisoirement celui de Bastia.
- 1791
  - 14 juin, le siège de l’évêché est transféré à Corte
  - 18 juin, l’évêché reste provisoirement à Corte.
  - 28 juin, l’Assemblée nationale fixe à Ajaccio, le siège provisoire de l’évêché.
  - 29 septembre, en vertu du décret de la Constitution du 18 juin 1791, l’assemblée fixe le chef-lieu du département à Corte et le siège de l’évêché à Ajaccio.

#### L'église piévane
San Giovanni (Saint-Jean de Cinarca) était l'église principale de la piève de Cinarca jusqu'en 1638. Cette église aujourd'hui en ruine, avait été bâtie au XIIe siècle à l'ouest de l'actuelle commune de Sari-d'Orcino, sur une colline d'environ 200 mètres d'altitude. Elle est classée Monument historique.

## Pour approfondir